# NA8
NA8 war ein Experiment am Super Proton Synchrotron des CERN, das 1977 bis 1987 durchgeführt wurde. Ziel war die Erforschung der elastischen Streuung von Hadronen unter kleinen Winkeln. Sprecher der Kollaboration war Per Grafström von der Universität Uppsala.

## Aufbau
Der instrumentelle Aufbau von NA8 war etwa 85 Meter lang. Vor diesen Geräten, auf einer Länge von 600 Metern, wurde die Zusammensetzung des einlaufenden Strahls genau bestimmt. Im Strahl befanden sich je nach Konfiguration hauptsächlich Pionen, Myonen und Elektronen oder Protonen. Zur Identifikation dienten dabei zwei mit Helium gefüllte differentielle Tscherenkow-Zähler sowie zwei Schwellen-Zähler. Im Hauptaufbau befand sich als erste größere Komponente eine Probe zwischen zwei jeweils circa 20 Meter langen Vakuumröhren. Vor und nach der Probe befanden sich zudem jeweils eine Vieldraht-Proportionalkammer sowie ein Szintillator. In der Probe stand Wasserstoff unter einem Druck von 10 atm. Außerdem erlaubten sechs identische Zellen, bestehend aus einer Anoden- und einer Kathodenplatte gepaart mit einem Drahtnetz, die Messung in der Probe gestreuter Teilchen. Strahlteilchen unter kleinen Winkeln wurden in einem Spektrometer, das sich an die zweite Vakuumröhre anschloss, gemessen. Jenes bestand aus vier Magneten und sechs Vieldraht-Proportionalkammer-Blöcken.